# Zariecznoje (obwód astrachański)
Zariecznoje (ros. Заречное) – wieś w Rosji, w obwodzie astrachańskim, w rejonie limańskim. W 2010 liczyła 1325 mieszkańców.